# Spanska reformerade episkopalkyrkan
Spanska reformerade episkopalkyrkan eller Iglesia Española Reformada Episcopal är en anglikansk kyrka i Spanien som organiserades 1880 med hjälp från den Amerikanska episkopalkyrkan.
Påven av Rom förklarades ofelbar av det första Vatikankonciliet. I väst- och centraleuropa ledde detta till framväxten av gammalkatolska kyrkor bland de katoliker som inte accepterade den nya dogmen. I Spanien var utvecklingen annorlunda. 